# Минас Амдеци
Минас Амдеци (арм. Մինաս Ամդեցի; ? Амид — 5.12.1704, Иерусалим) — армянский писатель и церковный деятель. Автор нескольких стихов и исторических трудов. Епископ Евдокии (1686—1688) и Иерусалимский патриарх (1690—1696, 1698—1702, 1704). 

## Биография
Родился примерно в 1630 году, в Амиде, в семье Аракела и Рипсиме. В раннем возрасте потерял мать. Образование получил у местного епископа Маркоса, которому впоследствии посвятил хвалебное стихотворение.

В 1655 закончил обучение и получил титул вардапета. Через год уехал в Урфу, где занимался проповедованием и имел большой успех.

В 1664 году уехал в Евдокию, где был рукоположён в епископы (1666 год). По свидетельствам очевидцов, с этого периода был одним из близких сподвижников католикоса Егиазара I и играл важную роль в церковных вопросах.

В 1673 году потерял отца и был вынужден вернуться домой, однако вскоре вновь уехал в Урфу.

В 1681 году отправился в поездку вместе с католикосом Егиазаром и, по настоянию последнего, начал писать свой «Дневник».

В 1686—88 годах был епископом Евдокии. До нас дошли переписанные и заказанные им в этот период копии ряда рукописей, среди которых особую ценность представляют рукописи «Хроники» Самуела Анеци и «Судебника» Мхитара Гоша 1687 года.

В 1690 году стал Иерусалимским патриархом Армянской Апостольской церкви.

В 1691 году заказал переписать «Книгу скорбных песнопений» Григора Нарекаци.

В 1696 году оставил свой пост в Иерусалиме и отправился в Эчмиадзин.

В 1698 году уехал в Константинополь, затем в Иерусалим, где вновь занял должность патриарха.

В 1701 году впервые опубликовал полное издание «Книги скорбных песнопений» Григора Нарекаци, а также его панегирики.

В 1702 году в результате внутрицерковной борьбы потерял патриарший престол в пользу Аветика Евдокаци.

В начале 1704 года вернул себе патриарший престол и правил до своей смерти 24 ноября (5 декабря) того же года.

## Литературное наследие
Помимо переписывания рукописей, сам писал исторические труды и стихи. Биографии Минаса Амдеци вкратце коснулся уже М. Чамчян в своей «Истории Армении» (1784 год), однако изучением его творчества и деятельности первым занялся С. Саваланянц в своей книге «История Иерусалима» (1872 год). Детальная биография Амдеци, его стихи, описание и критический анализ исторических трудов были опубликованы Н. Акиняном в 1964 году.

### «Генеалогия армянских царей»

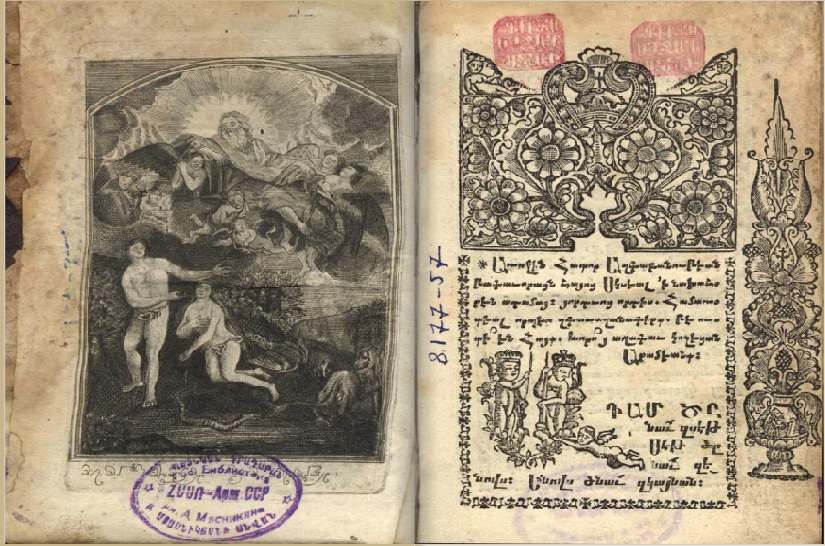
страницы из «Генеалогии армянских царей», Константинополь, 1735 год

Оригинальное название: «Ազգաբանութիւն թագաւորացն Հայոց»

Написан в 1698 году. Представляет собой хронографический список армянских, византийских и римских правителей, с небольшими комментариями. Изложение начинается с легендарного прародителя армян Хайка и его отпрысков, затем перечисливаются армянские цари вплоть до Левона VI, во второй части перечисливаются римские и византийские императоры. Начальная часть основана на «Истории Армении» Мовсеса Хоренаци. Особую историческую ценность не представляет. Опубликован уже в 1735 году в Константинополе. В 1870 в Эчмиадзине вышло второе издание.

### «Дневник»
Оригинальное название: «Օրագրութիւն»

Рукописи: Матенадаран, № 1316

Написан в 1680—1704 годах, в основном во время путешествий Минаса. Разные части книги были написаны в Иерусалиме, Константинополе, Эчмиадзине, Тохате, Эрзруме, Алеппо, и т.д.. Содержит, помимо автобиографических данных, важный топографический материал и достоверные сведения об армянских реалиях эпохи и социально-политической ситуации в регионе. До сих пор не опубликован.

### «Письмо Чуапхану(?)»
Оригинальное название: «Թուղթ առ Ճուապխան»

Рукописи: библиотека Венецианских Мхитаристов, № 31 (стр. 1240)

Написан в 1702 году.

### Стихи
- «Хвалебное слово Маркосу вардапету» (арм. Ի Մարկոս վարդապետն է ասացեալ գովեստ բանի) — 128 строф, первые 34 написаны акростихом (первые буквы строф составляют заглавие).
- «Благословения» (арм. Աւրհնութիւնք) — 9 стихотворных благословений, в общем 63 строф.
- «Хвала вардапетам» (арм. Վարդապետաց գովասանք) — 41 строф.
- «Католикосу Акопу от слугу Минаса» (арм. Յակոբ կաթուղիկոսին ծառայ Մինասս) — 28 строф, акростих (первые буквы строф составляют заглавие).
- «Письмо благословения гражданам Урфы» (арм. Թուղթ օրհնութեան առ մայրաքաղաքացիսն Ուռհայի) — 64 строф.